# シューティングツクール
『シューティングツクール』は、アスキーなどが開発、販売（後にエンターブレインが販売）しているソフトウェアの総称。ツクールシリーズの一つのシリーズ。

## 概要
タイトルの通り、シューティングゲームを制作するための開発ツールである。同ジャンルでの他の専門制作ツールではデザエモンが存在する（専門ツールではないが、RPGツクールやそれに付随する機能でも作成はできる）。そちらに比べて多少技術が必要であるが、変数の組み合わせなどでより高度なシューティングゲームを制作できる事が大きな特徴。特に、最新版のシューティングゲーム95は、作り方によっては任意スクロール型トップビューシューティング、ショップを利用したパワーアップシステム、カーソル指定式アクションシューティングなど、多様なシステムを制作できる。
ただし、後続のシリーズが出ていない(後年発売されたアクションゲームツクールではシューティングゲームの作成が可能)ため、制作の際利用できないWindowsのバージョンがあるほか、パッチファイルも配布されていない。それがユーザー間で大きな問題点となっており、その解決のために2ちゃんねるのゲーム製作技術板では同様のシューティングゲーム制作ツール（シューティングゲームビルダーなど）の開発を行っている。

## シリーズ
PC-98
ポリゴンシューティングツクール（1993年12月20日）
1993年12月20日に発売した「ポリゴンモデリングツクール」のデータを利用できる
シューティングツクール98（1994年9月9日）
DOS/V
シューティングツクールV（1995年）
シューティングツクール98の移植版である。
Windows
シューティングツクール95（1998年1月23日）
Windows 95、98、Meに対応。現在の主流である。開発は、アジェンダが担当。2001年11月21日にvalue版が発売された。
プレイステーション
3Dシューティングツクール（1996年12月20日）
家庭用ゲームハードで販売されたシリーズで唯一のソフト。TECH PlayStationで講座コーナーが展開されていた。

## 著名な作品・賞受賞作
- Vacant Ark
- ぱよぱぴょ
- 奇譚イワナガ